# Schloss Rottembourg

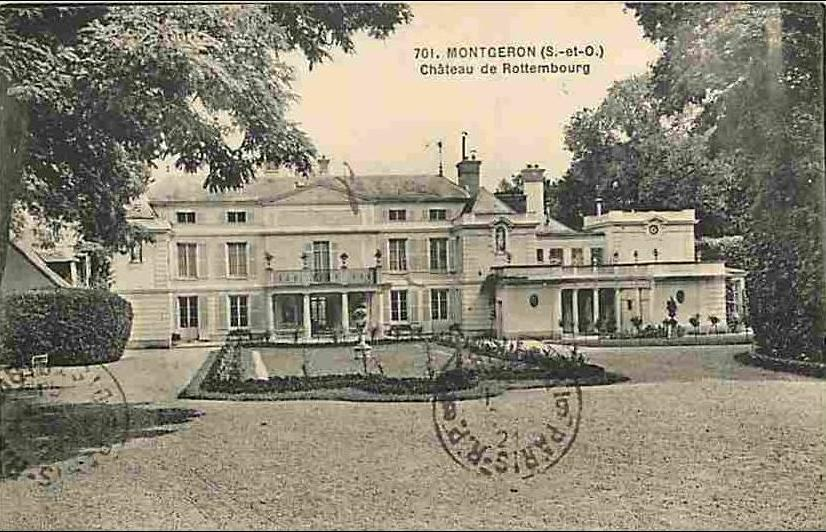
Schloss Rottembourg, Ansicht der Hofseite um 1900

Das Schloss Rottembourg (französisch Château de Rottembourg) ist ein ehemaliger Landsitz und ein aufgelassenes Kloster in der Gemeinde Montgeron im Département Essonne.

## Beschreibung
Schloss Rottembourg liegt am traditionellen chemin de Bourgogne, der von Paris kommenden Ausfallstraße in Richtung Burgund. In der etwa 18 Kilometer südöstlich der französischen Hauptstadt gelegenen Gemeinde Montgeron hatten sich zunächst Winzer und Händler angesiedelt und es gab Gasthäuser wie das Lion d’or oder das Grand Cerf. Hinzu kamen später Landhäuser der Pariser Oberschicht wie das Le Moustier, das Chateau des Prés und das Château de Rottembourg, die beispielsweise für Jagdausflüge genutzt wurden.
Das heute als Schloss Rottembourg bekannte Anwesen erstreckte sich anfangs von der Grand’rue (jetzt Avenue de la République) bis zum Ufer der Yerres. Durch den Bau der Bahnstrecke Paris–Marseille kam es zwischen 1846 und 1849 zur Teilung des Grundstückes, sodass der derzeitige Besitz nicht mehr bis an den Fluss reicht und erheblich kleiner ist als der ursprüngliche Schlosspark.
Die Schlossgebäude sind mehrfachen verändert und erweitert worden. Der zur Parkseite ausgerichtete Flügel
ist der älteste Gebäudeteil. Er stammt vom Anfang des 18. Jahrhunderts, wobei Bauherr und Architekt nicht bekannt sind. Zu den frühen Besitzern des Schlosses gehörte Jean Brongniart, der ein Verwandter des Chemikers und Hofapothekers Antoine-Louis Brongniart war.
1790 erwarb Jean-Jacques Bérard das Schloss, dessen Familie durch die Französische Ostindienkompanie ein erhebliches Vermögen erwirtschaftet hatte. Unter Bérard erfolgte eine Umgestaltung des Hauses im Stil Louis-seize, der frühen Form des Klassizismus. Architektonisch zeigt sich dieser alte Gebäudeteil mit einem Kellergeschoss und drei darüber liegenden Etagen. Gartenseitig führt eine mit Balustraden geschmückte Außentreppe zum Erdgeschoss. Das mit flachem Satteldach gedeckte Mezzaningeschoss wird durch einen zentralen Dreiecksgiebel geschmückt. Zudem wurde der Garten von einer formalen Anlage im französischen Stil in einen englischen Landschaftspark mit künstlichen Grotten und Teichen umgestaltet.
1823 kaufte General Henri Rottembourg das Anwesen, das seither seinen Namen trägt. Rottembourg bewohnte das Schloss bis zu seinem Lebensende 1857. Er gilt in der Stadt Montgeron als bedeutender Wohltäter, da er Teile des Grundstücks verkaufte, um mit dem Erlös die neue Kirche Église Saint-Jacques le Majeur, den Bau einer Schule und des alten Rathauses zu finanzieren. Der Platz vor der Kirche trägt heute die Bezeichnung Place de Rottembourg. Nach Henri Rottembourg nutzte zeitweilig Alexander von Hübner, der österreichische Gesandte in Paris, das Schloss.
Um 1865 erwarb der Pariser Immobilienunternehmer Alphonse Raingo Schloss Rottembourg, der das Anwesen als Zweitwohnsitz nutzte. Zu den Besuchern gehörte wiederholt seine Tochter Alice mit ihrem Mann Ernest Hoschedé und den gemeinsamen Kindern. Nach dem Tod von Alphonse Raingo 1870 erbte Alice Hoschedé das Schloss. Sie und ihr Mann empfingen im Schloss einige zeitgenössische Künstler, zu denen beispielsweise der ebenfalls in Montgeron lebende Émile Auguste Carolus-Duran gehörte. Er porträtierte Alice Hoschedé im Garten des Anwesens (Museum of Fine Arts, Houston). Im Sommer 1876 besuchte Édouard Manet die Hoschedés in Schloss Rottemboug. Er malte den Sohn Jacques Hoschedé im Gartenbild Kind in den Blumen (Nationalmuseum für westliche Kunst, Tokio) und schuf das Doppelporträt Ernest Hoschedé und seine Tochter Marthe (Museo Nacional de Bellas Artes, Buenos Aires).
Im Juli 1876 kam Claude Monet als Gast nach Montgeron und blieb – mit Unterbrechungen – bis Dezember des Jahres bei den Hoschedés. Er hatte von Ernest Hoschedé den Auftrag erhalten, vier dekorative Bilder für den Salon des Schlosses zu malen. Diese Gemälde sind Teich in Montgeron und Gartenecke in Montgeron (beide Eremitage, Sankt Petersburg), Truthähne (Musée d’Orsay, Paris) und Die Jagd (Privatsammlung). Während drei dieser Bilder Landschaftsansichten des Parks oder die Umgebung des Anwesens zeigen, ist im Bild Truthähne auch die Gartenfassade von Schloss Rottembourg zu sehen, das zu dieser Zeit noch eine rötliche Fassade hatte. Monet und Alice Hoschedé lernten sich in den Monaten in Montgeron vermutlich näher kennen. Jahre später lebten sie als Paar zusammen und heirateten 1892. Einige Autoren vermuteten, dass bereits im Sommer 1876 in Schloss Rottembourg zwischen den beiden eine Liebesbeziehung begann, wofür es jedoch keine Belege gibt.

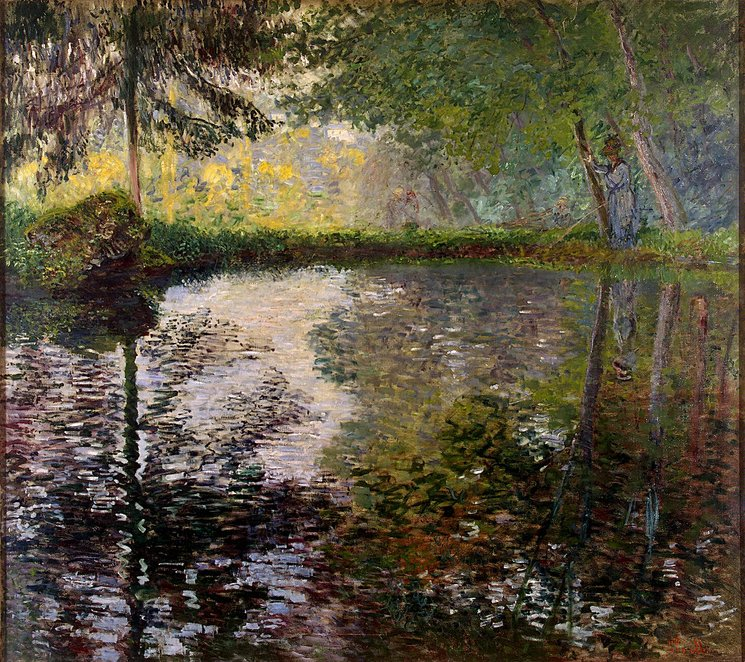
Claude Monet: Teich in Montgeron, 1876
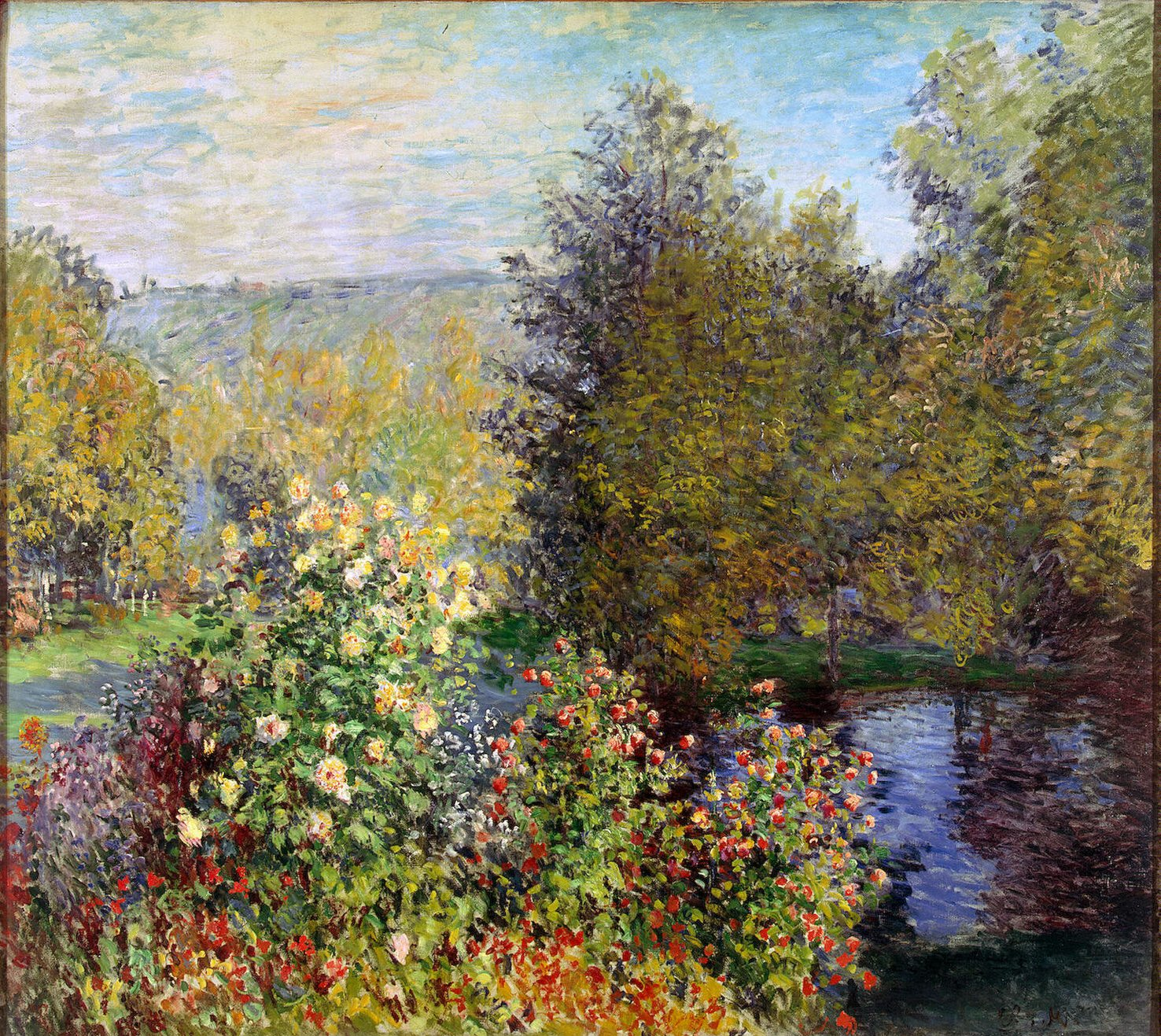
Claude Monet: Gartenecke in Montgeron, 1876
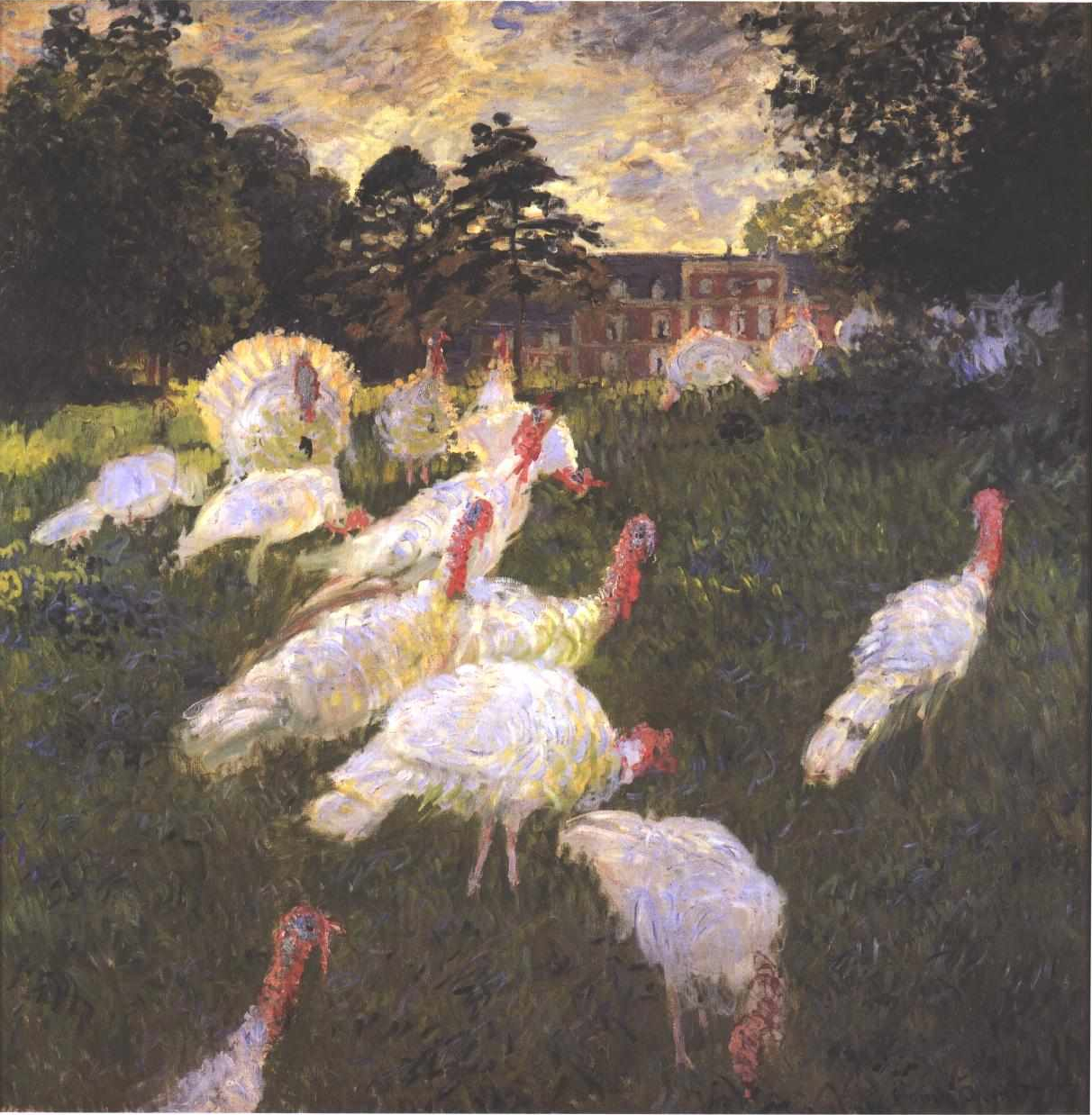
Claude Monet: Truthähne, 1876
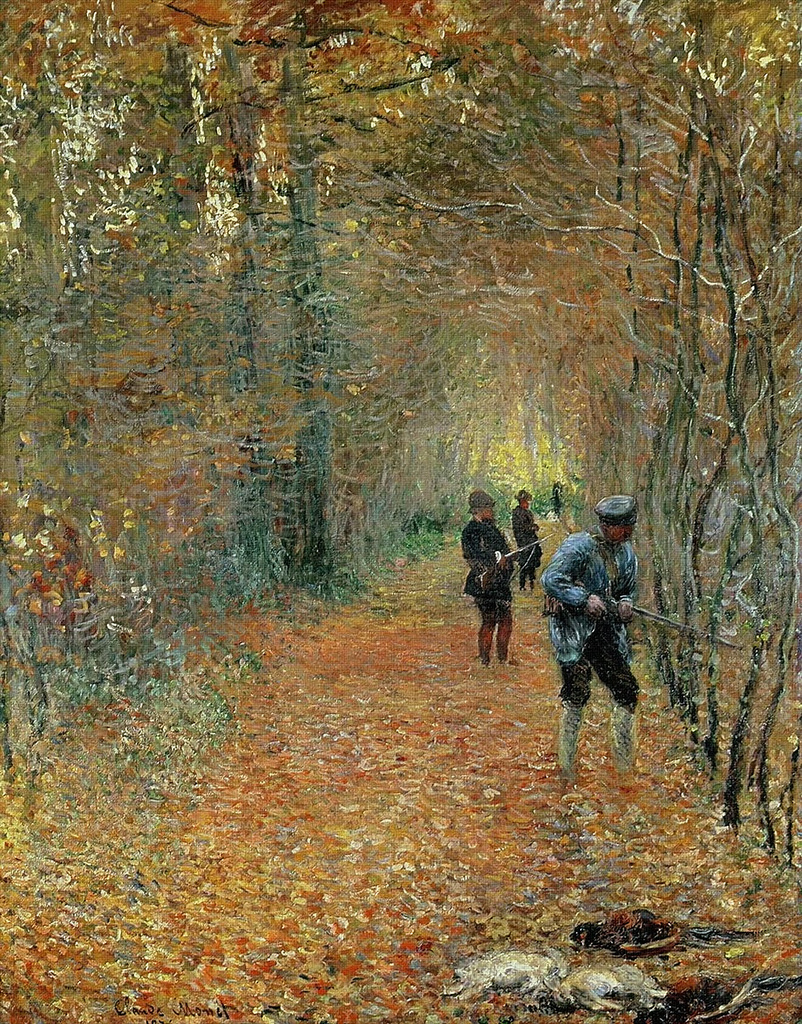
Claude Monet: Die Jagd, 1876

1877 geriet Ernest Hoschedé in Zahlungsschwierigkeiten, in deren Folge seine Frau Schloss Rottembourg verkaufen musste. Danach wechselte das Anwesen mehrfach den Besitzer. Die Stadt Montgeron beabsichtigte nach dem Ersten Weltkrieg den Ankauf von Schloss Rottembourg, um hierin das Rathaus (Hôtel de Ville) unterzubringen. Aus dieser Zeit stammt das Kriegerdenkmal an der Zufahrt zum Anwesen an der Avenue de la République. Die Stadt entschied sich jedoch für einen anderen Standort und Schloss Rottembourg wurde 1922 an den Karmelitenorden Carmel de Saint-Denis verkauft, die dort ein Kloster gründeten. Es folgten entsprechende Umbauten und Erweiterungen, zu denen ein Kreuzgang und eine Kapelle gehörten. Seit Auflösung des Klosters 1988 nutzt das heutige Bistum Évry-Corbeil-Essonnes die Gebäude. Zum einen sind hier im Diozesanhaus (maison diocésaine) Büros der Verwaltung untergebracht, zum anderen werden Gebäudeteile als Altersheim für Priester der Diözese genutzt. Zudem leben im Schloss Nonnen des Ordens Filles de la charité du Sacré-Cœur de Jésus.
Der Park von Schloss Rottembourg ist seit 1982 als site classé geschützt. Er kann gelegentlich von der Öffentlichkeit besichtigt werden, beispielsweise am Tag des offenen Denkmals im September.